# Francis Planté
Francis Planté (Ortès, Pirineus Atlàntics, 2 de març de 1839 - Lo Mont de Marsan, Aquitània, 19 de desembre, 1934) va ser un pianista francès.
De molt jove va emprendre l'estudi de la música amb la senyora Saint-Aubert, i després de donar-se conèixer en públic, i sorprendre per la seva precocitat, als deu anys fou admès en el Conservatori de París en la classe de piano de Marmontel el 1849. Als set mesos en el concurs de 1850, aconseguí un brillant primer premi, al bell mig dels entusiasmats aplaudiments dels assistents a l'acte. Completa la seva educació artística prenent part en les sessions de música de cambra que donaven els cèlebres Alard i Franchomme, ensems que seguia els cursos d'harmonia i acompanyament de Bazin (1853) en el Conservatori, en els quals aconseguí un accèssit el 1854 i un segon premi el 1855.
Malgrat no deixar d'assolir, quantes vegades es presentava en públic, la mateixa afalagadora acollida que havia marcat les seves passes en la carrera, Planté presentí que la meditació i l'estudi podrien, lliures de tota preocupació exterior, transformar completament el seu talent de pianista, i, per aconseguir-ho, es retirà al seu país natal als Pirineus, i allà, en una absolut aïllament que durà prop de deu anys, es dedicà a estudiar sòlidament el mecanisme del piano i les obres de tots els grans mestres. Transcorregut aquest període, emprengué una sèrie de viatges, no per donar-se a conèixer per si mateix l'estil i procediments, l'art peculiar de cadascun dels pianistes coetanis travant amistat amb ells, especialment amb Thalberg, Liszt i Rubinstein, i per aquest mitjà arribà a completar i millorar una educació afirmada sobre tant solides bases.
Quan el 1872 es presentà a París per donar a conèixer el resultat dels seus estudis, causà una sensació de sorpresa i admiració, si no augmentada, no desvirtuada quant a concerts va donar posteriorment. Des de llavors va fer admirar la seva prodigiosa destresa per França, Anglaterra, Alemanya, Espanya i Rússia, conquistant arreu aplaudiments unànimes i sent distingit pels artistes de tota aquests països, mercès al seu talent i erudició, la seva cortesia i amabilitat i finesa de tracte.
Es distingia especialment en les obres de Hummel i Weber, i en totes les que, més que passió i profunditat de sentiment, requereixen elegància, gràcia i delicadesa en la seva interpretació. Des de 1900 es presentà diverses vegades en públic. L'any 1928 amb motiu de fer seixanta-vuit anys d'haver guanyat el primer premi al Conservatori de París, donà dos concerts públics el mateix dia a Lo Mont.
Com a compositor se li deuen, algunes obres per a piano, en la seva majori transcripcions de produccions cèlebres.